# Punnettia splendida
Punnettia splendida är en djurart som tillhör fylumet slemmaskar, och som först beskrevs av Wilhelm Moritz Keferstein 1862.  Punnettia splendida ingår i släktet Punnettia och familjen Drepanophoridae. Inga underarter finns listade i Catalogue of Life.